# Actuel
Pour les articles homonymes, voir Actuel (homonymie) et Actualité (homonymie).
Est actuel ce qui se traduit par des actes.
Tout ce qui est actuel résulte d'une action et possède un caractère accompli. Le mot s'oppose souvent à : virtuel.

## Étymologie
Le terme viendrait d'un expression latine de la seconde moitié du XIVe siècle, cauteres auctuaus ce qui littéralement signifie: « cautère qui agit immédiatement »

## Point de vue philosophique

### Le réel et l'actuel

#### L'analogie existante entre les deux termes
Bien que les deux mots soient manifestement distincts, il existe des similitudes qui les lient en certains points.   

##### Le caractère effectif
Le réel est véritablement, effectivement, sans fiction ni figure. Il possède une forte similitude avec l'actuel dans le sens où l'effectivité leur est commune. Ainsi, une chose actuelle est réelle durant un temps déterminé et dans un espace déterminé. (voir les parties: le temps et l'espace)

#### Les divergences
Lorsque l'actuel est accompli, il se différencie complètement du réel.

##### Le temps
Le temps influe sur ce qui est réel mais ne le détruit pas forcément. En revanche, l'actuel meurt de la même façon que meurt le temps. En effet, si une page de Wikipédia est créée un mardi à 10h00, elle est réelle. Le même jour a 10h15 elle restera réelle mais elle ne sera plus actuelle, entre-temps l'article aura pu être modifié ou non, pour la rendre à nouveau actuelle il faut l'actualiser. Une fois actualisée, la page réelle va de nouveau perdre son caractère actuel... et ainsi de suite.

##### L'espace
De la même manière le réel et l'actuel existent dans un espace différent.   